# Степановичево
Степановичево (серб. Степановићево) — приміське село в Сербії, приналежний до міської общини Нові-Сад Південно-Бацького округу в багатоетнічному, автономному краю Воєводина.

## Населення
Населення села становить 2247 осіб (2002, перепис), з них:
- серби — 2117 — 95,61%;
- югослави — 19 — 0,85%;

Решту жителів  — з десяток різних етносів, зокрема: чорногорці, хорвати, словаки і кілька русинів-українців.